# Gran Premio motociclistico del Sudafrica 1992
Il Gran Premio motociclistico del Sudafrica 1992 fu la tredicesima e ultima gara del motomondiale 1992. Si disputò il 6 settembre 1992 sul circuito di Kyalami e vide le vittorie di: John Kocinski nella classe 500, Max Biaggi nella classe 250 e Jorge Martínez nella classe 125.
Erano ancora da assegnare due titoli iridati: quello della classe 500 è stato ottenuto dallo statunitense Wayne Rainey giunto al terzo titolo consecutivo. Quello della 125 è invece stato ottenuto dall'italiano Alessandro Gramigni.

## Classe 500
La gara è stata vinta dallo statunitense John Kocinski davanti all'australiano Wayne Gardner (qui all'ultima gara della carriera e detentore del giro più veloce) e all'altro statunitense Wayne Rainey; quest'ultimo supera in classifica generale l'australiano Michael Doohan, giunto al sesto posto, e ottiene il terzo titolo mondiale consecutivo.
Oltre che per Gardner questa fu l'ultima gara in carriera per un altro pilota già campione mondiale della classe, lo statunitense Eddie Lawson.

### Arrivati al traguardo
| Pos. | Nº | Pilota               | Squadra                   | Motocicletta  | Giri | Tempo     | Griglia | Punti |
| ---- | -- | -------------------- | ------------------------- | ------------- | ---- | --------- | ------- | ----- |
| 1º   | 4  | John Kocinski        | Marlboro Team Roberts     | Yamaha        | 28   | 47'00.729 | 1º      | 20    |
| 2º   | 5  | Wayne Gardner        | Rothmans Kanemoto Honda   | Honda         | 28   | +2.935    | 2º      | 15    |
| 3º   | 1  | Wayne Rainey         | Marlboro Team Roberts     | Yamaha        | 28   | +4.969    | 4º      | 12    |
| 4º   | 10 | Doug Chandler        | Lucky Strike Suzuki       | Suzuki        | 28   | +12.577   | 7º      | 10    |
| 5º   | 34 | Kevin Schwantz       | Lucky Strike Suzuki       | Suzuki        | 28   | +22.050   | 5º      | 8     |
| 6º   | 2  | Michael Doohan       | Rothmans Honda            | Honda         | 28   | +30.313   | 3º      | 6     |
| 7º   | 28 | Àlex Crivillé        | Campsa Honda              | Honda         | 28   | +33.870   | 9º      | 4     |
| 8º   | 19 | Niall Mackenzie      | Yamaha Motor France Banco | Yamaha        | 28   | +34.519   | 6º      | 3     |
| 9º   | 17 | Miguel Duhamel       | Yamaha Motor France Banco | Yamaha        | 28   | +1'03.123 | 15º     | 2     |
| 10º  | 6  | Juan Garriga         | Ducados Yamaha            | Yamaha        | 28   | +1'10.226 | 14º     | 1     |
| 11º  | 32 | Toshiyuki Arakaki    |                           | ROC Yamaha    | 28   | +1'25.031 | 13º     |       |
| 12º  | 33 | Corrado Catalano     | KCS International         | ROC Yamaha    | 28   | +1'25.041 | 17º     |       |
| 13º  | 37 | Juan López Mella     | Nivea For Men Team        | ROC Yamaha    | 27   | +1 giro   | 16º     |       |
| 14º  | 66 | Russell Wood         | Grant Nashua              | Harris Yamaha | 27   | +1 giro   | 18º     |       |
| 15º  | 60 | Mike Wilson          | Ville de Paris            | ROC Yamaha    | 27   | +1 giro   | 20º     |       |
| 16º  | 16 | Marco Papa           |                           | Cagiva        | 27   | +1 giro   | 23º     |       |
| 17º  | 14 | Dominique Sarron     | ROC Banco                 | ROC Yamaha    | 27   | +1 giro   | 19º     |       |
| 18º  | 11 | Eddie Laycock        | Millar Racing             | ROC Yamaha    | 27   | +1 giro   | 22º     |       |
| 19º  | 18 | Michael Rudroff      | Rallye Sport              | Harris Yamaha | 27   | +1 giro   | 24º     |       |
| 20º  | 27 | Serge David          |                           | ROC Yamaha    | 27   | +1 giro   | 21º     |       |
| 21º  | 23 | Nicholas Schmassmann |                           | ROC Yamaha    | 27   | +1 giro   | 27º     |       |
| 22º  | 30 | Peter Graves         | Peter Graves Racing       | Harris Yamaha | 27   | +1 giro   | 29º     |       |
| 23º  | 29 | Andreas Leuthe       |                           | Harris Yamaha | 27   | +1 giro   | 28º     |       |
| 24º  | 25 | Josep Doppler        |                           | ROC Yamaha    | 26   | +2 giri   | 31º     |       |

### Ritirati
| Nº | Pilota           | Squadra               | Motocicletta  | Giri | Griglia |
| -- | ---------------- | --------------------- | ------------- | ---- | ------- |
| 21 | Peter Goddard    | Valvoline Team WCM    | ROC Yamaha    | 19   | 10º     |
| 15 | Cees Doorakkers  | HEK Racing            | Harris Yamaha | 16   | 25º     |
| 7  | Eddie Lawson     | Cagiva Team Agostini  | Cagiva        | 15   | 11º     |
| 22 | Simon Buckmaster | Padgett's Motorcycles | Harris Yamaha | 8    | 30º     |
| 26 | Kevin Mitchell   | MBM Racing            | Harris Yamaha | 2    | 26º     |
| 12 | Alex Barros      | Cagiva Team Agostini  | Cagiva        | 1    | 12º     |
| 8  | Randy Mamola     | Budweiser Team        | Yamaha        | 0    | 8º      |

## Classe 250
Il pilota italiano Max Biaggi ottiene la sua prima vittoria nel motomondiale superando altri due italiani, Loris Reggiani che ottiene anche il secondo posto nella classifica mondiale dietro a Luca Cadalora, e Pierfrancesco Chili giunto terzo anche nel mondiale.

### Arrivati al traguardo
| Pos. | Pilota                    | Motocicletta | Giri | Tempo     | Griglia | Punti |
| ---- | ------------------------- | ------------ | ---- | --------- | ------- | ----- |
| 1º   | Max Biaggi                | Aprilia      | 26   | 44'43.367 | 5º      | 20    |
| 2º   | Loris Reggiani            | Aprilia      | 26   | +4.587    | 6º      | 15    |
| 3º   | Pierfrancesco Chili       | Aprilia      | 26   | +9.749    | 2º      | 12    |
| 4º   | Helmut Bradl              | Honda        | 26   | +12.391   | 1º      | 10    |
| 5º   | Loris Capirossi           | Honda        | 26   | +17.244   | 8º      | 8     |
| 6º   | Luca Cadalora             | Honda        | 26   | +22.888   | 3º      | 6     |
| 7º   | Jochen Schmid             | Yamaha       | 26   | +30.391   | 4º      | 4     |
| 8º   | Herri Torrontegui         | Suzuki       | 26   | +34.666   | 17º     | 3     |
| 9º   | Jean-Philippe Ruggia      | Gilera       | 26   | +35.299   | 12º     | 2     |
| 10º  | Andreas Preining          | Aprilia      | 26   | +55.278   | 10º     | 1     |
| 11º  | Masahiro Shimizu          | Honda        | 26   | +1'00.991 | 13º     |       |
| 12º  | Eskil Suter               | Aprilia      | 26   | +1'03.895 | 16º     |       |
| 13º  | Bernd Kassner             | Aprilia      | 26   | +1'04.091 | 19º     |       |
| 14º  | Katsuyoshi Kozono         | Honda        | 26   | +1'08.817 | 18º     |       |
| 15º  | Carlos Lavado             | Gilera       | 26   | +1'18.604 | 14º     |       |
| 16º  | Jurgen van den Goorbergh  | Aprilia      | 26   | +1'21.618 | 20º     |       |
| 17º  | Martin Paetzold           | Yamaha       | 26   | +1'25.844 | 22º     |       |
| 18º  | Yves Briguet              | Honda        | 26   | +1'28.561 |         |       |
| 19º  | Bernard Haenggeli         | Aprilia      | 26   | +1'28.662 | 21º     |       |
| 20º  | Adrian Bosshard           | Honda        | 26   | +1'29.313 |         |       |
| 21º  | Renzo Colleoni            | Yamaha       | 26   | +1'29.581 | 24º     |       |
| 22º  | Wilco Zeelenberg          | Suzuki       | 26   | +1'36.085 | 9º      |       |
| 23º  | Bernard Cazade            | Honda        | 26   | +1'39.771 | 29º     |       |
| 24º  | Patrick van den Goorbergh | Aprilia      | 26   | +1'52.401 | 15º     |       |
| 25º  | Gavin Ramsay              | Yamaha       | 25   | +1 giro   | 34º     |       |
| 26º  | José Kuhn                 | Honda        | 25   | +1 giro   | 30º     |       |

### Ritirati
| Pilota          | Motocicletta | Giri | Griglia |
| --------------- | ------------ | ---- | ------- |
| Frédéric Protat | Aprilia      | 24   | 23º     |
| Michele Gallina | Yamaha       | 23   | 28º     |
| Luis d'Antín    | Honda        | 17   | 25º     |
| Doriano Romboni | Honda        | 15   | 7º      |
| Adi Stadler     | Honda        | 11   | 33º     |
| Harald Eckl     | Aprilia      | 8    | 35º     |
| Paolo Casoli    | Yamaha       | 3    | 27º     |
| Alberto Puig    | Aprilia      | 2    | 11º     |
| Stefan Prein    | Honda        | 1    | 32º     |

## Classe 125
Al pilota italiano Alessandro Gramigni è bastato il terzo posto nella gara, dietro ai due spagnoli Jorge Martínez e Carlos Giró, per potersi fregiare del titolo iridato. Ha preceduto nella classifica finale l'altro italiano Fausto Gresini e il tedesco Ralf Waldmann.

### Arrivati al traguardo
| Pos. | Pilota              | Motocicletta | Tempo     | Griglia | Punti |
| ---- | ------------------- | ------------ | --------- | ------- | ----- |
| 1º   | Jorge Martínez      | Honda        | 44'02.803 | 4º      | 20    |
| 2º   | Carlos Giró         | Aprilia      | +0.253    | 7º      | 15    |
| 3º   | Alessandro Gramigni | Aprilia      | +0.438    | 1º      | 12    |
| 4º   | Dirk Raudies        | Honda        | +0.801    | 2º      | 10    |
| 5º   | Noboru Ueda         | Honda        | +6.146    | 9º      | 8     |
| 6º   | Ralf Waldmann       | Honda        | +15.220   | 10º     | 6     |
| 7º   | Fausto Gresini      | Honda        | +15.805   | 5º      | 4     |
| 8º   | Ezio Gianola        | Honda        | +18.727   | 8º      | 3     |
| 9º   | Hans Spaan          | Aprilia      | +24.964   | 16º     | 2     |
| 10º  | Oliver Koch         | Honda        | +29.775   |         | 1     |
| 11º  | Maik Stief          | Aprilia      | +36.173   | 14º     |       |
| 12º  | Kin'ya Wada         | Honda        | +36.249   |         |       |
| 13º  | Gabriele Debbia     | Honda        | +47.384   | 13º     |       |
| 14º  | Giovanni Palmieri   | Gazzaniga    | +1'00.465 |         |       |
| 15º  | Takao Shimizu       | Honda        | +1'13.226 |         |       |
| 16º  | Robin Appleyard     | Honda        | +1'13.360 |         |       |
| 17º  | Hubert Abold        | Honda        | +1'19.171 |         |       |
| 18º  | Manuel Hernández    | Aprilia      | +1'30.179 | 27º     |       |
| 19º  | Manie Maritz        | Aprilia      | +1'30.555 |         |       |
| 20º  | Maurizio Vitali     | Gazzaniga    | +1'30.720 | 29º     |       |
| 21º  | Johnny Wickström    | Honda        | +1'35.748 |         |       |
| 22º  | Brendon Crookes     | Honda        | +1 giro   |         |       |

### Ritirati
| Pilota             | Motocicletta | Griglia |
| ------------------ | ------------ | ------- |
| Kazuto Sakata      | Honda        | 6º      |
| Bruno Casanova     | Aprilia      | 3º      |
| Oliver Petrucciani | Honda        | 15º     |
| Arie Molenaar      | Aprilia      | 24º     |
| Heinz Lüthi        | Honda        |         |
| Nobuyuki Wakai     | Honda        | 18º     |
| Alain Bronec       | Honda        |         |
| Peter Öttl         | Rotax        | 19º     |
| Luis Alvaro        | JJ Cobas     | 23º     |
| Loek Bodelier      | Honda        |         |
| Peter Galvin       | Honda        | 32º     |
| Alfred Waibel      | Honda        | 34º     |
| Steve Patrickson   | Honda        | 31º     |